# Mercè Sampietro i Marro
Mercè Sampietro i Marro, també coneguda com a Mercedes Sampietro (Barcelona, 24 de gener de 1947), és una actriu de cinema, teatre, televisió i dobladora catalana. Ha estat vinculada des de sempre a l'escena, i la seva versatilitat li ha proporcionat èxits merescuts en el món de l'espectacle. Entre el 2003 i el 2006 va presidir l'Acadèmia de les Arts i les Ciències Cinematogràfiques d'Espanya. Les sèries televisives en les quals ha intervingut, entre les quals les produïdes per Televisió de Catalunya, han posat més a l'abast la qualitat del seu treball.

## Biografia
Va començar a actuar en petites companyies de teatre catalanes. El 1970 va debutar professionalment al teatre. No va ser fins al cap de set anys que va fer-ho al cinema, a la pel·lícula A un dios desconocido (1977), de Jaime Chávarri.
La pel·lícula Gary Cooper, que estás en los cielos (1980), de Pilar Miró, li va donar una certa dimensió professional, que va saber rendibilitzar amb una prolífica carrera al cinema i al teatre, com també com a actriu de doblatge (ha estat la veu de Meryl Streep, Diane Keaton, Kim Basinger o Catherine Deneuve, entre d'altres). A la televisió, ha participat en telesèries catalanes com ara Nissaga de poder, Laberint d'ombres, Porca misèria i La Riera, i en telesèries espanyoles (de renom internacional) com ara La tía de Frankestein (1987), en què interpretava la Dama Blanca.
Presidenta de l'Acadèmia de les Artes i les Ciències Cinematogràfiques d'Espanya (AACCE) des del novembre del 2003 fins al desembre de 2006, va ser substituïda per Ángeles González-Sinde.
El 2015 li fou concedida la Creu de Sant Jordi "per la seva trajectòria de conjunt en els àmbits del cinema, el teatre, la televisió i el doblatge".

## Filmografia

### Cinema
| - 1977: A un dios desconocido - 1978: ¿Qué hace una chica como tú en un sitio como éste? - 1980: Gary Cooper, que estás en los cielos, de Pilar Miró - 1980: El crimen de Cuenca, de Pilar Miró - 1982: Estoy en crisis - 1982: Hablamos esta noche - 1982: La leyenda del tambor - 1982: El ser - 1983: Percusión - 1983: Vivir mañana - 1984: La última rosa - 1985: Extramuros - 1985: El anillo de niebla - 1986: Werther, de Pilar Miró - 1986: Virtudes Bastián - 1987: Pehavý Max a strasidlá - 1988: Sinatra - 1988: Qui t'estima, Babel? - 1988: Lluvia de otoño - 1989: Montoyas y tarantos - 1989: La blanca paloma - 1989: La banyera - 1989: Caminos de tiza - 1991: Beltenebros (veu), de Pilar Miró - 1993: El pájaro de la felicidad, de Pilar Miró - 1994: Dame fuego - 1995: Historias del Kronen, de Montxo Armendáriz - 1997: La herida luminosa - 1998: Bert | - 1999: Cuando vuelvas a mi lado - 1999: Las huellas borradas - 1999: Tarzan (veu) - 1999: Segunda piel - 1999: Saïd - 2000: Dinosaurio (veu) - 2000: Dones - 2000: Sé quién eres - 2001: Silencio roto, de Montxo Armendáriz - 2002: Lugares comunes - 2003: Buscant en Nemo (veu) - 2003: No matarás - 2003: Bala perdida - 2004: Inconscients - 2004: Febrer - 2004: El año del diluvio (veu) - 2004: Cuadrilátero - 2005: Reinas, de Manuel Gómez Pereira - 2005: Obaba, de Montxo Armendáriz - 2005: Nordeste - 2006: Deu ser que ningú és perfecte, de Joaquim Oristrell - 2006: 53 dies d'hivern - 2006: La edad de la peseta - 2006: Salvador (Puig Antich), de Manuel Huerga - 2007: El hombre de arena - 2007: Vida de família - 2008: Violetas - 2008: La noche que dejó de llover - 2008: La buena nueva |

### Televisió
- Juan y Manuela (1974)
- Juanita la larga (1982)
- El jardín de Venus (1983-1984)
- La tía de Frankenstein (1987)
- El mundo de Juan Lobón (1989)
- Una hija más (1991)
- Juntas, pero no revueltas (1995-1996)
- Nissaga de poder (1996-1998)
- Laberint d'ombres (1998-2000)
- Nada es para siempre (1999)
- Un chupete para ella (2000-2002)
- Divinos (2006)
- Porca misèria (2004-2007)
- La Riera (2010-2017)
- Si no t'hagués conegut (2018)

## Teatre
- Olvida los tambores (1970)
- Usted también podrá disfrutar de ella (1973)
- Una rosa en el desayuno (1975)
- La casa de Bernarda Alba (1976)
- La vida es sueño (1976)
- La vida del Rey Eduardo II (1983)
- María Estuardo (1983)
- Ayer, sin ir más lejos (1987)
- Frank V (1989)
- A puerta cerrada (1993)
- Los bosques de Nyx (1994)
- Les amistats perilloses (1993), dirigida per Pilar Miró
- Estiu (2001)
- Dissabte, diumenge i dilluns (2002), dirigida per Sergi Berbel
- Danza macabra (2003-2004)
- 84 Charing Cross Road (2004)
- Shakespeare's Night (2006)
- Roberto Zucco (2005)
- Sensualitats. Recital poètic (2011)
- L'eclipsi (2014)
- Love for Shakespeare. Lectura dramatitzada (2014)
- Fedra (2015)
- A teatro con Eduardo (2016)
- El poeta Ovidi. Recital poètic (2016)
- La violació de Lucrècia (2016)
- La senyora Florentina i el seu amor Homer (2017)
- La divina comèdia (2017)
- Señora de rojo sobre fondo gris (2019)
- La dona del 600 (2019)

## Guardons

### Premis
- 1980: Fotogramas de Plata al millor intèrpret de cine espanyol per Gary Cooper, que estás en los cielos
- 1981: Festival de Moscou, millor actriu per Gary Cooper, que estás en los cielos
- 1981: Festival de Taormina, millor actriu per Gary Cooper que estás en los cielos
- 1985: Conquilla de Plata a la millor actriu al Festival Internacional de Cinema de Sant Sebastià per Extramuros
- 1987: Premi ACE (Nova York) per Extramuros
- 1993: Setmana del cine Naval de Cartagena, millor actriu per El pájaro de la felicidad
- 1994: Festival de cine de Bèrgam, millor actriu per El pájaro de la felicidad
- 2000: Festival de Sitges, premi del públic a la millor interpretació femenina per Dones
- 2001: Premi Butaca a la millor actriu catalana de cinema, per Silencio roto[3]
- 2002: Conquilla de Plata a la millor actriu al Festival Internacional de Cinema de Sant Sebastià per Lugares comunes
- 2002: Premi de la Unió d'Actors a la millor actriu protagonista de cine per Lugares comunes
- 2003: Premi Nacional de Cinematografia
- 2003: Premi Butaca a la millor actriu teatral per Dissabte, diumenge i dilluns[4]
- 2004: Premi Max a la millor actriu protagonista per Dissabte, diumenge i dilluns
- 2008: Premi Nacional de Cinematografia Nacho Martínez (Festival Internacional de Cine de Gijón)
- 2009: Premi Gaudí al Millor curtmetratge per Turismo
- 2017: Premi Memorial Margarida Xirgu, per La senyora Florentina i el seu amor Homer[5]

### Nominacions
- 1985: Fotogramas de Plata a la millor actriu de cine per Extramuros
- 1991: Fotogramas de Plata a la millor actriu de televisió per Una hija más
- 1999: Goya a la millor actriu secundària per Cuando vuelvas a mi lado
- 2002: Fotogramas de Plata a la millor actriu de cine per Lugares comunes
- 2004: Goya a la millor actriu secundària per Inconscients